# Sainte-Croix-en-Jarez

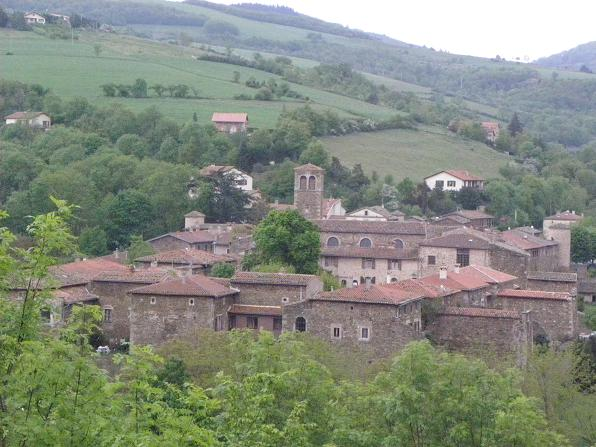
Sainte-Croix-en-Jarez, 2010

Sainte-Croix-en-Jarez – miejscowość i gmina we Francji, w regionie Owernia-Rodan-Alpy, w departamencie Loara.
Według danych na rok 1990 gminę zamieszkiwało 329 osób, a gęstość zaludnienia wynosiła 27 osób/km² (wśród 2880 gmin regionu Rodan-Alpy Sainte-Croix-en-Jarez plasuje się na 1301. miejscu pod względem liczby ludności, natomiast pod względem powierzchni na miejscu 965.).